# Volframova kiselina
Volframova kiselina je hidratisani oblik volfram trioksida, WO3. Najjednostavnija forma, monohidrat, je . Dihidrat  je takođe poznat. U čvrstom stanju se struktura  sastoji od slojeva oktaedralno koordinisanih  jedinica. Dihidrat ima istu slojastu strukturu sa dodatnim  molekulom između slojeva. Monohidrat je žut prah, koji je nerastvoran u vodi.